# African Burial Ground National Monument

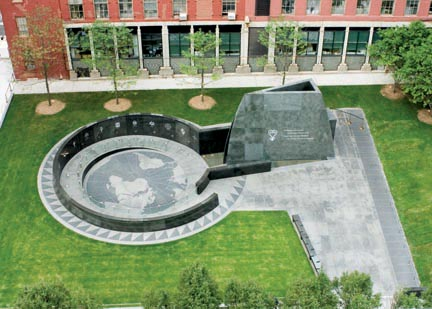
African Burial Ground National Monument

African Burial Ground National Monument – amerykański pomnik narodowy, znajdujący się w Nowym Jorku. Położony na Manhattanie pomnik zajmuje powierzchnię około 1400 m² i obejmuje swoim obszarem historyczny XVIII-wieczny cmentarz, na którym pochowano około 15 tysięcy czarnoskórych osób. Cmentarz został odkryty niespodziewanie w 1991 roku podczas prac archeologicznych przeprowadzonych w celu przygotowania fundamentów pod biurowiec.
Pomnik został ustanowiony decyzją prezydenta George'a W. Busha 27 lutego 2006 roku. Podobnie jak wiele innych pomników narodowych znajduje się pod zarządem National Park Service figurując w rejestrze National Register of Historic Places.